# Hamadryas fictitia
Hamadryas fictitia är en fjärilsart som beskrevs av Hans Fruhstorfer 1916. Hamadryas fictitia ingår i släktet Hamadryas och familjen praktfjärilar. Inga underarter finns listade i Catalogue of Life.